# Juan Gutiérrez Soto
Juan de Dios Gutiérrez Soto (21 de julio de 1945-22 de agosto de 2013) fue un profesor, embajador y político chileno, militante del Partido Socialista (PS). Fue secretario general del PS-Histórico entre 1984 y 1989, secretario ejecutivo de la Concertación desde 1990 hasta 2007, y embajador de Chile en Panamá entre 2007 y 2010.

## Biografía
Estudió en la Facultad de Educación de la Universidad Técnica del Estado (UTE), donde obtuvo el título de profesor. En 1972 ingresó a la Escuela Latinoamericana de Economía de la Universidad de Chile.
Sus inicios en política se remontan a 1968, cuando fue secretario general de la Federación Juvenil Socialista (FJS) y presidente de la Federación de Estudiantes de la UTE. Tras el golpe de Estado en Chile de 1973 vivió en la clandestinidad, pero fue detenido en 1984 por la Central Nacional de Informaciones (CNI); estuvo apresado hasta 1986, cuando fue relegado a Los Muermos, en la región de Los Lagos.
En 1984 asumió el cargo de secretario general del PS-Histórico, y fue miembro fundador de la Alianza Democrática, de la Izquierda Unida (1987) y de la Concertación de Partidos por la Democracia (1988). En 1989 dejó su cargo para dar paso a la reunificación del PS, y en 1990 asumió como secretario ejecutivo de la Concertación hasta 2007.
Realizó un magíster en ciencias sociales con mención en "Sociología de la Modernización del Estado" en la Facultad de Ciencias Sociales de la Universidad de Chile, entre 1996 y 1998. Integró corporaciones como CINDES, Tiempo 2000, Héctor Barreto, Aire Limpio y Arauco.
Entre 2007 y 2010 fue embajador de Chile en Panamá, nombrado por la presidenta Michelle Bachelet.